# Szintillation (Astronomie)

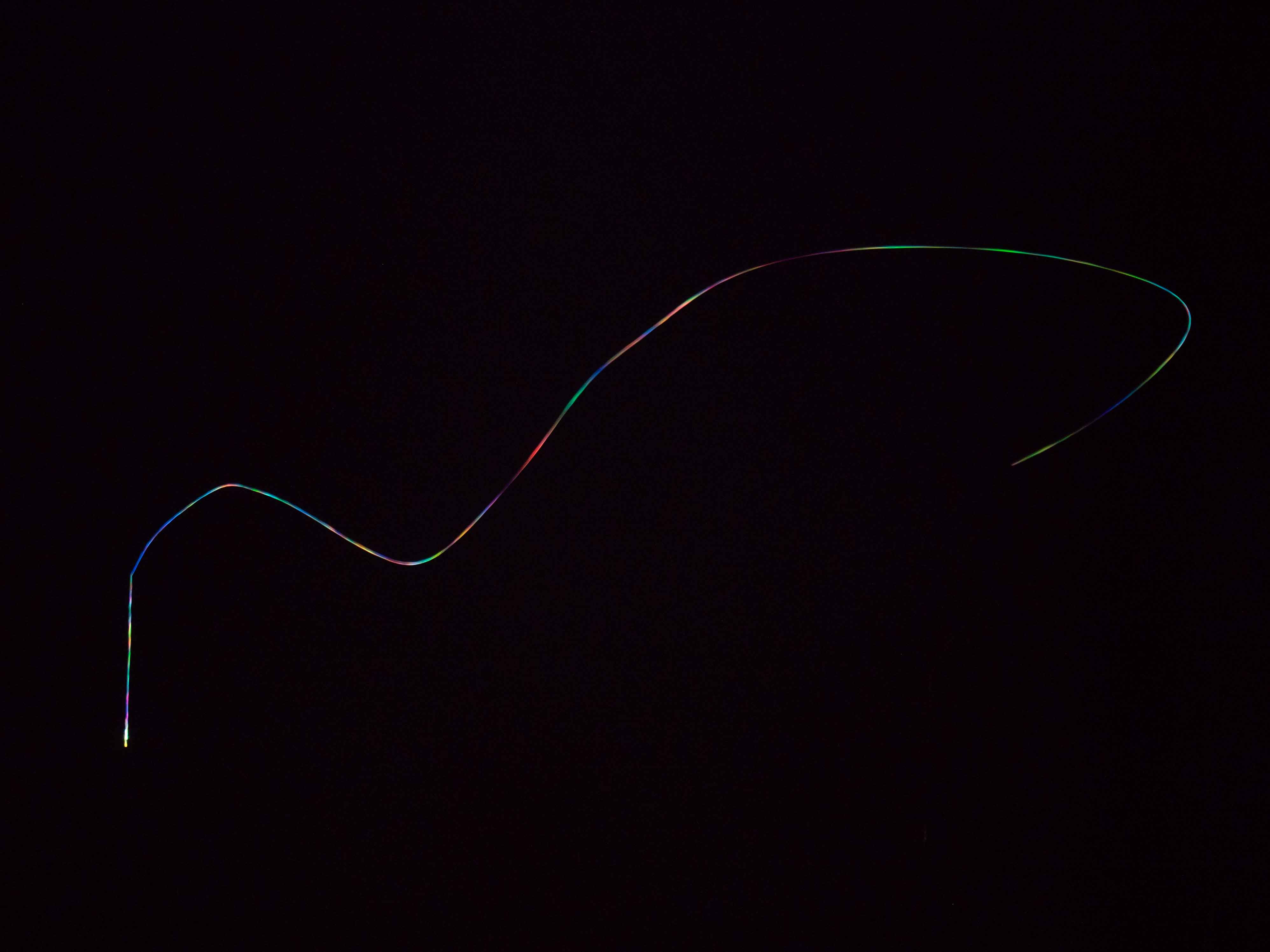
Eine absichtlich verwackelte Teleaufnahme mit einer Sekunde Belichtungszeit, bei der Sirius zu verschiedenen Zeitpunkten mit verschiedenen Farben an verschiedenen Bildorten scharf abgebildet wurde.

Unter Szintillation (lat. scintillare ‚funkeln‘, ‚flackern‘) versteht man in der Astronomie eine sich scheinbar ändernde Helligkeit eines Sterns, die durch Lichtbrechung in der Erdatmosphäre hervorgerufen wird. Bei besonders hellen Sternen kann dabei auch ein Tanzen und farbiges Funkeln hervortreten.

## Entstehung
Diese schnelle und scheinbare Helligkeitsänderung wird dadurch verursacht, dass sich durch Luftunruhe der Brechungsindex der Atmosphäre lokal leicht verändert und dadurch das Licht des Sternes leicht abgelenkt wird. Dieser Effekt ist vergleichbar damit, dass der Grund eines Schwimmbeckens aufgrund der Wasserwellen an der Oberfläche nicht gleichmäßig von der Sonne ausgeleuchtet wird.
Eine wichtige Voraussetzung für diesen Effekt ist, dass Sterne selbst in großen Teleskopen punktförmige Objekte sind.  Sonne, Mond und die Planeten zeigen keine Szintillationen, da sie auch auf der Erde als ausgedehnte Objekte erkennbar sind und sich die Schwankungen daher über die Ausdehnung des Objektes ausmitteln. Allerdings wird auch bei letztgenannten Objekten durch den Effekt eine geringere Bildschärfe erreicht, als technisch (also von der Optik, vom Filmmaterial oder der Auflösung des verwendeten CCD-Sensors) möglich wäre.

### Beobachtung
Bei besonders hellen Sternen kann die farbige Szintillation sogar ohne Hilfsmittel mit bloßem Auge gesehen werden. Der Effekt ist umso stärker, je länger die Lichtstrecke ist, die das Licht durch die Atmosphäre zurücklegt. Dies bedeutet, dass er besonders stark in Horizontnähe auftritt. Da dort allerdings auch die Extinktion das einfallende Licht am stärksten abschwächt, sind die in Frage kommenden Sterne für eine freiäugige Beobachtung der Szintillation in direkter Horizontnähe zu dunkel. Die hellsten Sterne des Nachthimmels können mit bloßem Auge gerade so und deswegen nicht farbig gesehen werden, wenn sie mindestens zwei Bogengrad oberhalb des Horizonts stehen. Ein freiäugig sichtbare Szintillation ergibt sich erst ungefähr im Bereich oberhalb von zehn Bogengrad über dem Horizont, wo das Licht der Sterne nur noch ungefähr um anderthalb Größenklassen abgeschwächt wird.
Die maximale Höhe über dem Horizont {\displaystyle h_{\text{max}}} eines Sterns wird bei dessen Kulmination auf dem südlichen Meridian erreicht. Dieser Winkel hängt von der Deklination (Breite des Sternes im äquatorialen astronomischen Koordinatensystem) {\displaystyle \delta } und der geografischen Breite {\displaystyle \phi } des Beobachtungsortes ab:
{\displaystyle h_{\text{max}}=90^{\circ }-\phi +\delta }
Ein Stern ist dabei nur dann sichtbar, wenn die Höhe über dem Horizont einen positiven Wert hat, ansonsten steht er unterhalb des Horizonts und ist demzufolge nicht sichtbar. In der folgenden Tabelle sind die Beobachtungsdaten für die fünfzehn hellsten Sterne des Nachthimmels bis zur ersten Größenklasse angegeben:
| Eigenname        | Scheinbare Helligkeit | Deklination {\displaystyle \delta } | Rektaszension {\displaystyle \alpha } |
| ---------------- | --------------------- | ----------------------------------- | ------------------------------------- |
| Sirius           | −1,46                 | −16° 42′ 57″                        | 06h 45m 09s                           |
| Canopus          | −0,73                 | −52° 41′ 44″                        | 06h 23m 57s                           |
| Arktur           | −0,05 var             | +19° 10′ 57″                        | 14h 15m 40s                           |
| Alpha Centauri A | −0,01                 | −60° 50′ 02″                        | 14h 39m 36s                           |
| Wega             | 0,03                  | +38° 47′ 01″                        | 18h 36m 56s                           |
| Capella          | 0,08                  | +45° 59′ 53″                        | 05h 16m 41s                           |
| Rigel            | 0,18                  | −8° 12′ 06″                         | 05h 14m 32s                           |
| Prokyon          | 0,36                  | +5° 13′ 30″                         | 07h 39m 18s                           |
| Beteigeuze       | 0,42 var              | +7° 24′ 26″                         | 05h 55m 10s                           |
| Achernar         | 0,50                  | −57° 14′ 12″                        | 01h 37m 43s                           |
| Beta Centauri    | 0,61                  | −60° 22′ 22″                        | 14h 03m 49s                           |
| Altair           | 0,76                  | +8° 52′ 06″                         | 19h 50m 47s                           |
| Acrux            | 0,77                  | −63° 05′ 57″                        | 12h 26m 36s                           |
| Aldebaran        | 0,87 var              | +16° 30′ 33″                        | 04h 35m 55s                           |
| Spica            | 0,98                  | −11° 09′ 41″                        | 13h 25m 11s                           |

## Bestimmung und Vermeidung
Bei der fotografischen Aufnahme oder anderen länger dauernden Messungen an Sternen macht sich die Szintillation aufgrund der Belichtungszeit dadurch bemerkbar, dass der Stern durch seine sich ständig leicht verändernde Position auf der Aufnahme größer wirkt, als er eigentlich ist. Dieser Effekt wird in der Astronomie Seeing genannt. Bei flächigen Objekten führt der Effekt fotografisch zu einer unscharfen Aufnahme, visuell scheint das Objekt zu „wabern“.
Eine Möglichkeit, die Szintillation auszugleichen, ist die Verwendung von aktiven oder adaptiven Optiken, wie sie bei Spiegelteleskopen seit einiger Zeit möglich ist.
Eine weitere Möglichkeit besteht darin, die Teleskope an Orten mit sehr ruhiger Luft und/oder in hochgelegenen Bergregionen zu bauen, wie durch die Europäische Südsternwarte geschehen. Von vornherein vermeiden kann man atmosphärische Effekte durch Platzierung des Teleskops im luftleeren Raum. Das wohl bekannteste Beispiel dafür ist das Hubble-Weltraumteleskop.
Auch digitale Bildbearbeitung kann Bildstörungen durch Szintillation vermindern, indem zahlreiche Einzelaufnahmen mit jeweils sehr kurzer Belichtungszeit, beispielsweise von einer digitalen Videokamera, überlagert und digital nachgeschärft werden. Unbrauchbare Bilder werden von der Software automatisch aussortiert und die brauchbaren Einzelaufnahmen zu einem detailreichen Endbild vereinigt.
Ebenso lassen sich die Störungen herausrechnen, indem zwei dicht beieinander liegende Lichtfrequenzbereiche analysiert werden, die eine leicht unterschiedliche Brechung erfahren.